# Gabelkreuz

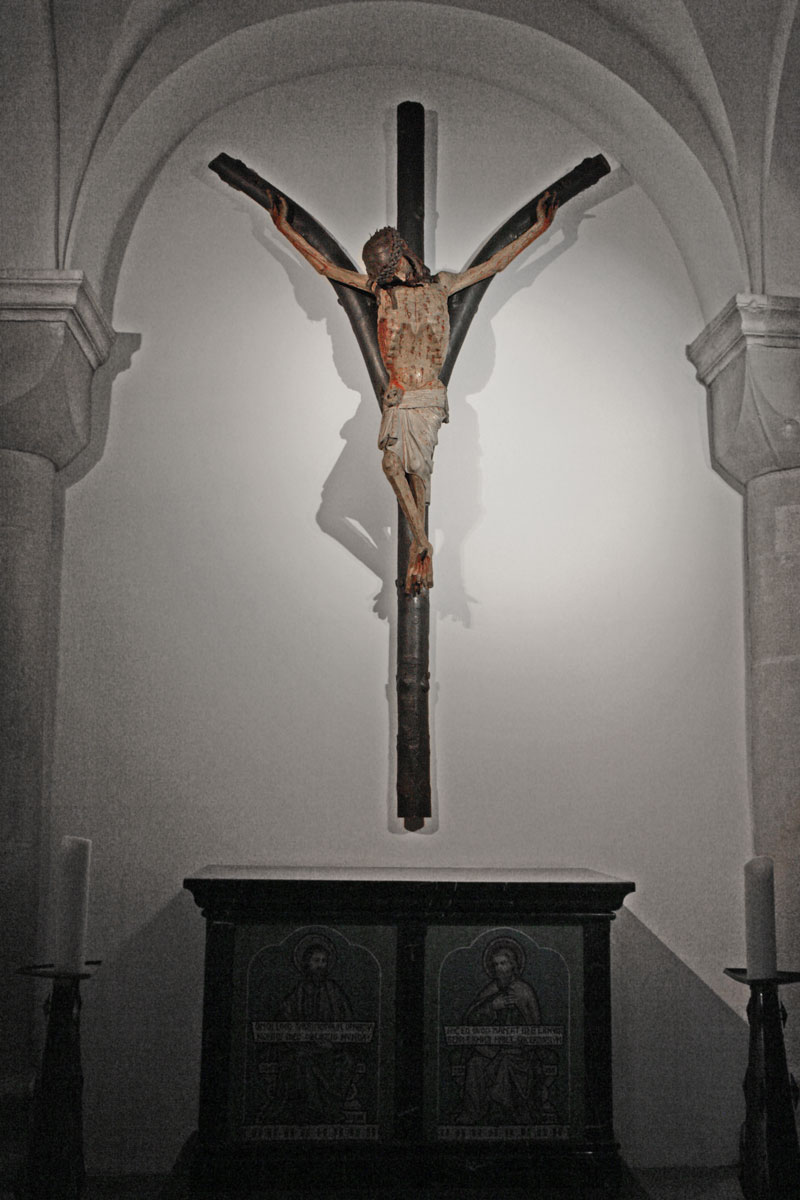
Gabelkreuz in St. Maria im Kapitol, Köln

Ein Gabelkreuz, auch Crucifixus dolorosus, Mystikerkruzifix, Gabelkruzifix, Schächerkreuz oder Pestkreuz, ist ein besonders ausdrucksstarker gotischer Kruzifixtypus in Y-Form, der nach neuerer Forschung unter dem Einfluss der Mystik im späten 13. oder frühen 14. Jahrhundert entstand und insbesondere im Rheinland anzutreffen ist. In der Heraldik wird das Y-förmige Gabelkreuz auch Deichsel genannt, das Ψ-förmige nennt man Pfahldeichsel oder Zwickel.

## Beschreibung
Man nimmt an, dass das Gabelkreuz den Baum des Lebens symbolisiert. Die Bezeichnung Schächerkreuz bezieht sich auf Darstellungen, bei denen Jesus an ein lateinisches oder ein Taukreuz geschlagen ist, die beiden mitgekreuzigten Schächer zu seiner linken und rechten aber an Y-förmige Kreuze.
Typisch für einen Crucifixus dolorosus („schmerzensreichen Gekreuzigten“) ist der an einer Y-förmigen Baumgabel hängende Korpus Jesu Christi mit tief auf die Brust gesunkenem Haupt, schmerzverzerrtem Mund und brechenden Augen. Die Arme sind mehr nach oben als zur Seite gestreckt, der abgemagerte Leib ist stark gekrümmt und unterhalb des langen Brustbeins eingefallen, mit hervortretenden Rippen und einer klaffenden Seitenwunde. Finger und Zehen sind gespreizt und krampfartig gekrümmt. Der Gesamteindruck der farbig gefassten Figuren war so furchterregend, dass Gläubige in Angst und Schrecken versetzt wurden. Es ist überliefert, dass der Bischof von London im Jahre 1306 ein Mystikerkruzifix aus diesem Grunde entfernen ließ.

## Entstehung
Geistliche Strömungen des 13./14. Jahrhunderts entwickelten unter dem Einfluss der Mystik eine Passionsfrömmigkeit, die sich in dieser Bildform ausdrückte, die in besonders eindringlicher Weise den Gekreuzigten als Leidenden darstellt. In der Kunstgeschichte setzte sich der Fachbegriff Crucifixus dolorosus durch, der von dem italienischen Kunsthistoriker Geza de Francovich eingeführt wurde. Gotische Leidenskruzifixe sind häufig Gabelkreuze, einige auch lateinische. Fast immer handelt es sich um Astkreuze, die mit vegetabilen Formen an den Lebensbaum erinnern. Der früher gebrauchte Begriff „Pestkreuz“ ist irreführend, da die Crucifixi dolorosi um und kurz nach 1300 entstanden, also vor Ausbruch der großen Pestepidemien in Westeuropa. Über die ursprüngliche Funktion ist wenig bekannt. Gesichert ist, dass das Coesfelder Kreuz schon von Anfang an während Prozessionen durch die Stadt geführt wurde. Viele Gabelkreuze finden sich bei Dominikanern und bei Franziskanern, besonders in Italien. In der Zeit der Gegenreformation begann man die Kreuze mancherorts mit einer Kreuztracht zu verehren.

## Vorkommen
Das Gabelkreuz von St. Maria im Kapitol in Köln galt lange Zeit als ältestes Gabelkruzifix. Restaurierungsarbeiten ergaben jedoch, dass es sich nicht um die Urform aller Gabelkreuze handelte, sondern dass dieses Kruzifix nur die Verbreitung dieser Kreuzform im Rheinland angeregt haben dürfte. Das Kreuz wurde vor 1312 geschaffen. Die Restaurierungsarbeiten in den letzten Jahren legten größtenteils die spätmittelalterliche Zweitfassung wieder frei. Kleine Ausschnitte der freigelegten Erstfassung zeigen erstaunliche Ähnlichkeiten mit der ursprünglichen und seit 1967 wieder sichtbaren Farbfassung des Bocholter Kreuzes, welches das Kölner Kreuz zum Vorbild hatte, wenn auch unterschiedliche Fassmaler am Werk waren.
Der Crucifixus dolorosus aus St. Maria im Kapitol lässt sich hinsichtlich des Stils kaum mit der rheinischen und Kölner Skulptur seiner Zeit verbinden; er schien bislang ein singuläres Werk von herausragender Qualität zu sein. Es erscheint daher fraglich, dass dieses Gabelkreuz von einem Kölner Bildschnitzer geschaffen wurde. Auch die weiteren Skulpturen dieser Gattung in Deutschland erscheinen in jeweiligen regionalen Kunst als außerordentlich. Dagegen sind künstlerische Verbindungen zu Kreuzen in anderen Ländern zu erkennen; besonders deutlich scheint der Einfluss Italiens. Daher ist es möglich, dass es sich bei ursprünglichen Gabelkruzifixen um Importstücke handelt oder dass sie von Wanderkünstlern geschaffen wurden, wofür im Falle des Kruzifixus in St. Maria im Kapitol auch die Verwendung des ortstypischen Nussbaumholzes spricht.
Ein frühes Beispiel dieser Kruzifixe befindet sich neben St. Maria im Kapitol noch in der Kölner Kirche St. Severin. Weitere, später entstandene Kreuze sind im Münsterland das Bocholter und das Coesfelder Kreuz sowie zwei Gabelkreuze in Borken (Borkener Gabelkreuz) und Haltern am See. Die Kruzifixe in St. Simon und Juda in Thorr (Kreis Bergheim), St. Johannes in Lage (Rieste, Niedersachsen), das Kreuz in St. Peter (Merzig) und das Kruzifix in der katholischen Pfarrkirche St. Johannes Baptist in Kendenich (Stadt Hürth) gehören auch in diese Gruppe.

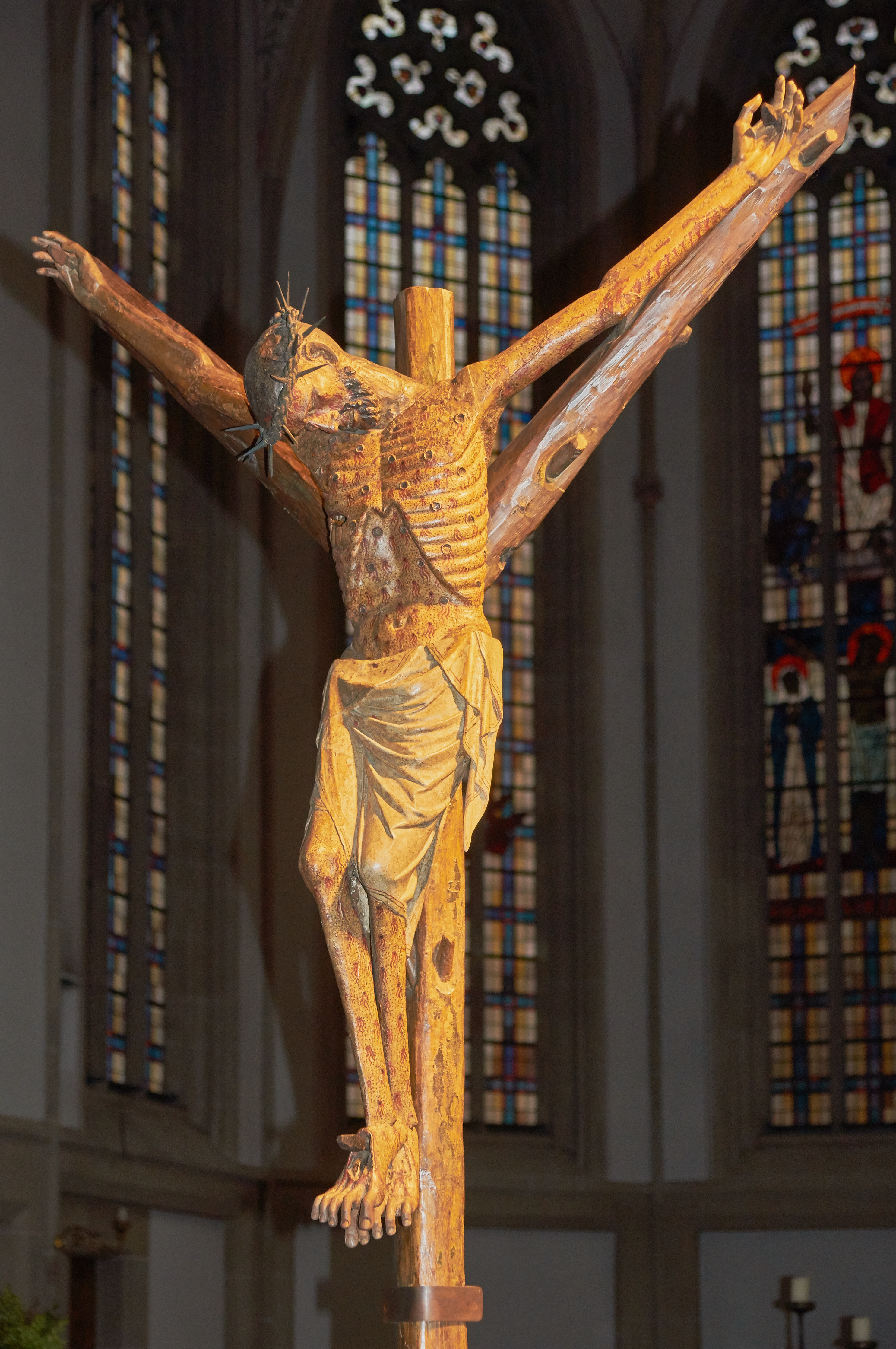
Bocholter Kreuz
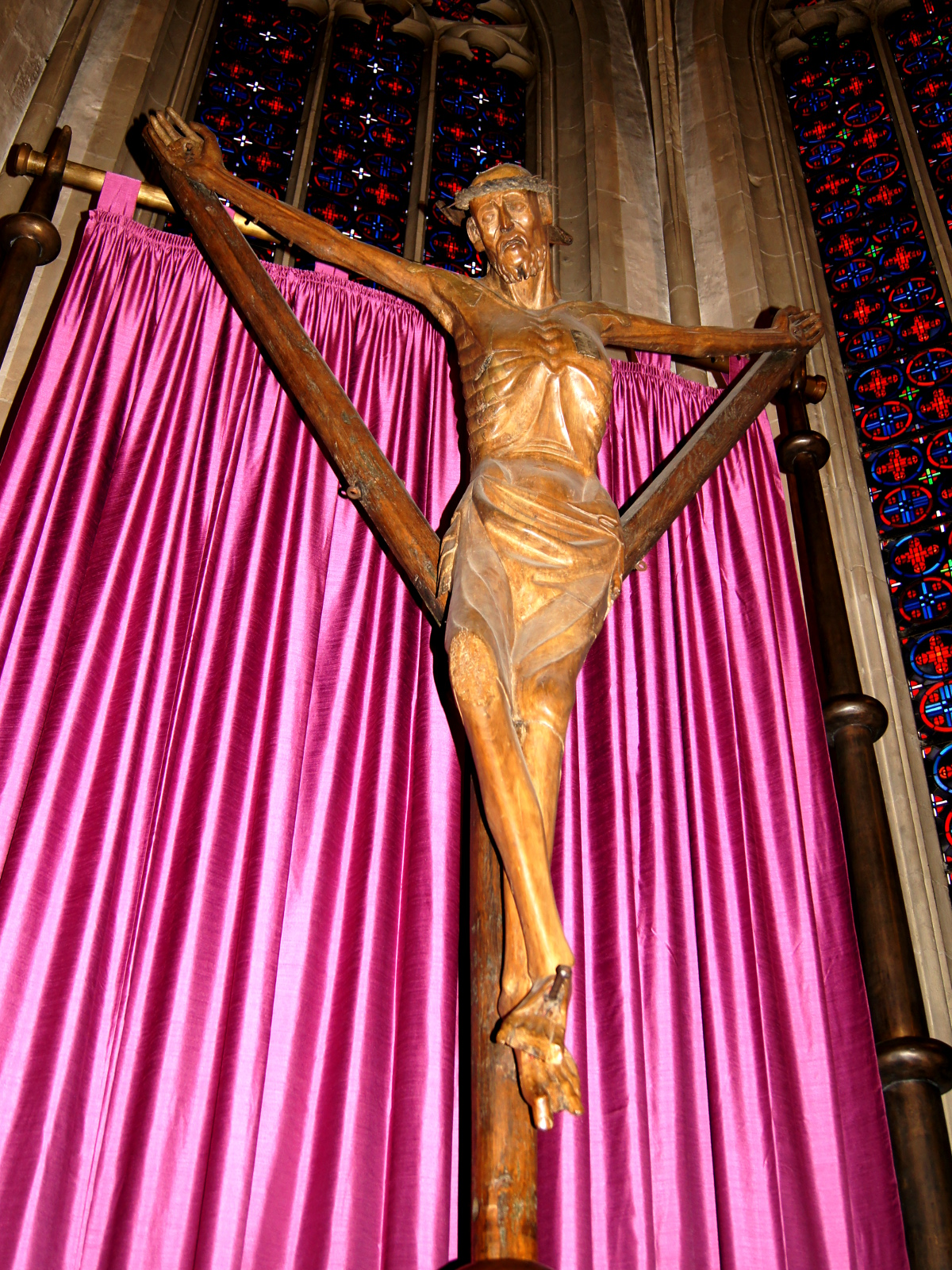
Coesfelder Kreuz
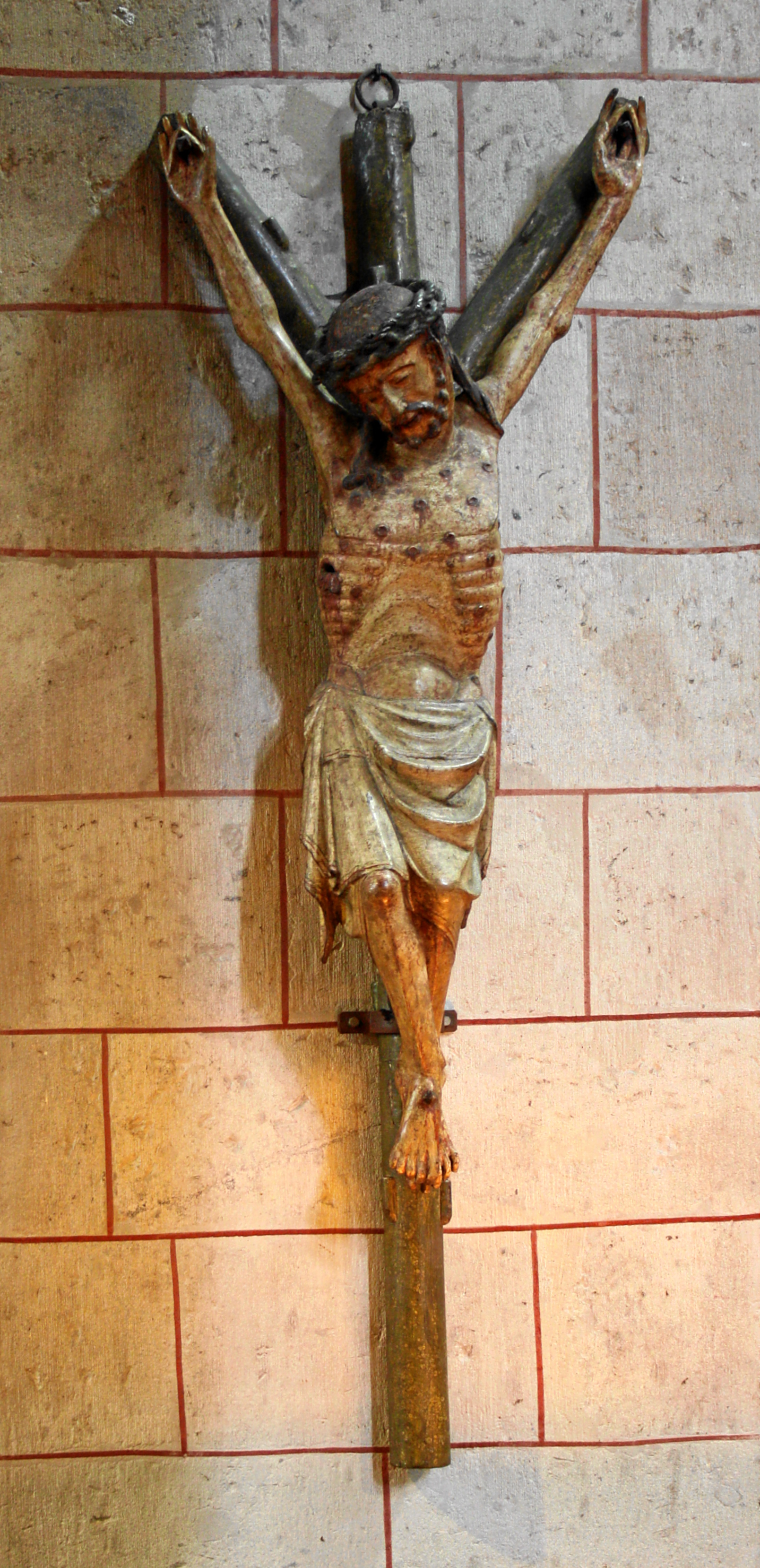
Pestkreuz von 1360, Quirinus-Münster, Neuss